# Aleksey Bondarenko
Aleksey Bondarenko (né le 23 août 1978 à Kostanaï, Kazakhstan) était un gymnaste russe.

## Palmarès

### Jeux olympiques
- Sydney 2000
  -  médaille de bronze par équipes
  -  médaille d'argent au saut de cheval

### Championnats du monde
- Lausanne 1997
  -  médaille d'argent au concours général individuel
  -  médaille de bronze par équipes

- Tianjin 1999
  -  médaille d'argent par équipes
  -  médaille d'argent aux barres parallèles

### Championnats d'Europe
- Saint-Pétersbourg 1998
  -  médaille d'or au concours général individuel
  -  médaille d'argent par équipes
  -  médaille de bronze au sol
  -  médaille d'argent au cheval d'arçons
  -  médaille d'or aux barres parallèles

- Brême 2000
  -  médaille d'or par équipes
  -  médaille de bronze au sol
  -  médaille de bronze aux barres parallèles

- Patras 2002
  -  médaille d'argent par équipes
  -  médaille de bronze au concours général individuel